# Норинь
Норинь (укр. Норинь) — левый приток Ужа, протекающий по Коростенскому району Житомирской области Украины.

## География
Длина — 84 км. Площадь водосборного бассейна — 832 км². Русло реки (отметки уреза воды) в среднем течении (село Гуничи) находится на высоте 137,5 м над уровнем моря, в нижнем течении (село Отрубы) — 128,6 м. Скорость течения — 0,2, 0,3 (в нижнем течении). Долина трапециевидная, шириной до 2,5 км. Русло умеренно извилистое, частично выпрямлено в канал (канализировано) шириной 5-8 м и глубиной 1,3-3,0 м. Русло в нижнем течении шириной 15 м и глубина 1,6 м, в среднем течении соответственно 15 и 1,2.
Берёт начало на болотной массиве в лесу, что южнее села Задорожок. Река течёт на восток, чередуясь между северным и южным уклоном. Впадает в Уж юго-восточнее села Христиновка.
Пойма очагами занята болотами и лесами. Есть обрывистые берега.
Притоки (от истока к устью):
1. Глинная правый
2. Прибытки правый
3. Лезница правый
4. Мощаница правый
5. Хайчанка левый
6. Болдунка левый
7. Ольшанка (Хвасенка) правый

Населённые пункты на реке (от истока к устью):
Бывший Овручский район
1. Листвин
2. Кошечки
3. Черевки
4. Старые Веледники
5. Прибытки
6. Красиловка
7. Чабан
8. Норинск
9. Бондари
10. Малая Папирня
11. Збраньки
12. Долгиничи
13. Шоломки
14. Жуки
15. Слобода Шоломковская
16. Заречье
17. Лукошки
18. город Овруч
19. Остров
20. Яцковичи
21. Колосковка
22. Малые Мошки
23. Раковщина
24. Гуничи

Бывший Народичский район
1. Ласки
2. Норинцы
3. Оржев
4. Латаши
5. Старый Дорогинь
6. Отрубы
7. Новый Дорогинь
8. Яжберень
9. Славенщина
10. Ноздрище
11. Новый Шарно[2]